# Лазар Ліпман Зільберман
Лазар Ліпман Зільберман, або Еліазар Ліпманн Зільберман (1819—1882) — німецький єврейський журналіст, видавець, редактор, засновник першого єврейського тижневика «Ха-Магід».

## Біографія
Лазар Ліпман Зільберман народився в 1819 році у Кенігсберзі в єврейській родині, яка емігрувала з Російської імперії під час наполеонівських воєн.
У 1823 році, коли він був маленькою дитиною, помер його батько, і Зільберман виховувався в Кротінгені в Ковенській губернії в родичів матері. Потім повернувся в Пруссію і став м'ясником в місті Лик (нині Елк, Польща). Там же він в 1856 році заснував перший єврейський тижневик «Ха-Магід» і за свої заслуги перед єврейською журналістикою незабаром був удостоєний наукового ступеня Лейпцігського університету. У 1858 році його помічником став Давид Гордон, який спеціально приїхав з Ліверпуля, а у 1880 році, коли Зільберман пішов на пенсію, зайняв місце редактора і продовжив видавати «Ха-Магід».
У 1864 році Зільберман заснував відоме єврейське видавництво «Mekize Nirdamim». Крім ряду статей і автобіографічних нарисів в «Ха-Магід», Л. Л. Зільберман видав «Goren Nachon» (етика Соломона Гебіроля в єврейському перекладі Єгуди ібн-Тіббона, з примітками видавця, 1869) і «Kadmuth Hajehudim» (полеміка Флавія проти Апіона в перекладі Шулама, з примітками Л. Зільбермана і І. Бемера, 1858).
Лазар Ліпман Зільберман помер в Лику (Пруссія, нині Елк, Польща) у 1882 році.